# Tornei di tennis femminili nel 1939
Prima della nascita del WTA Tour, ossia l'apertura alle tenniste professioniste dei tornei che prima di quell'anno erano riservati alle tenniste dilettanti, tutti gli eventi più importanti erano amatoriali, tra questi c'erano i tornei del Grande Slam: gli Australian Championships, gli Internazionali di Francia, il Torneo di Wimbledon e gli U.S. National Championships.

## Gennaio
| Settimana  | Torneo                                                                               | Vincitore                                                         | Finalista                             | Semifinalisti | Eliminati ai quarti |
| ---------- | ------------------------------------------------------------------------------------ | ----------------------------------------------------------------- | ------------------------------------- | ------------- | ------------------- |
| 7 gennaio  | New Zealand Championships 1939 Christchurch, Nuova Zelanda Singolare - Doppio        | May Hardcastle 6-2 6-2                                            | Thelma Rice                           |               |                     |
| 7 gennaio  | New Zealand Championships 1939 Christchurch, Nuova Zelanda Singolare - Doppio        | Irene Poole Thelma Poole 4-6 6-1 6-4                              | Dora Miller Rewe Wilson               |               |                     |
| 7 gennaio  | New Zealand Championships 1939 Christchurch, Nuova Zelanda Singolare - Doppio        | Doppio misto: May Hardcastle Norman Sturt 2-6 6-3 6-2             | Irene Poole Charlie Angas             |               |                     |
| 9 gennaio  | Florida State Championships 1939 Orlando, USA Terra rossa Singolare - Doppio         | Pauline Betz 12-10 6-1                                            | Marta Barnett                         |               |                     |
| 9 gennaio  | Florida State Championships 1939 Orlando, USA Terra rossa Singolare - Doppio         | Marta Barnett Catherine Sample 3-6 6-3 6-4                        | Jones Gladys Vallebuono               |               |                     |
| 15 gennaio | Palm Springs Invitational 1939 Palm Springs, USA Singolare - Doppio                  | Dorothy Bundy Cheney 6-4 6-2                                      | Mary Arnold                           |               |                     |
| 15 gennaio | Palm Springs Invitational 1939 Palm Springs, USA Singolare - Doppio                  |                                                                   |                                       |               |                     |
| 15 gennaio | Palm Springs Invitational 1939 Palm Springs, USA Singolare - Doppio                  | Doppio misto: Mary Arnold Willis Anderson walkover                | Worrkman Charles Church               |               |                     |
| 15 gennaio | Swedish Covered Court Championships 1939 Stoccolma, Svezia Singolare - Doppio        | Hilde Sperling 6-1 6-2                                            | Else Hollis                           |               |                     |
| 15 gennaio | Swedish Covered Court Championships 1939 Stoccolma, Svezia Singolare - Doppio        | Else Hollis Hilde Sperling 3-6 7-5 6-0                            | Marguerite Lebailly Suzanne Pannetier |               |                     |
| 15 gennaio | Swedish Covered Court Championships 1939 Stoccolma, Svezia Singolare - Doppio        | Doppio misto: Marguerite Lebailly Henri Bolelli 6-2 6-2           | Nina Brown Frank Wilde                |               |                     |
| 23 gennaio | South Florida Championships 1939 West Palm Beach, USA Terra rossa Singolare - Doppio | Pauline Betz 6-3 6-2                                              | Marta Barnett                         |               |                     |
| 23 gennaio | South Florida Championships 1939 West Palm Beach, USA Terra rossa Singolare - Doppio |                                                                   |                                       |               |                     |
| 23 gennaio | South Florida Championships 1939 West Palm Beach, USA Terra rossa Singolare - Doppio | Doppio misto: Pauline Betz Gus Ganzenmuller 6-4 6-4               | Marta Barnett Searle Barnett          |               |                     |
| 28 gennaio | Australian Championships 1939 Melbourne, Australia Erba Singolare - Doppio           | Emily Westacott 6-1, 6-2                                          | Nell Hopman                           |               |                     |
| 28 gennaio | Australian Championships 1939 Melbourne, Australia Erba Singolare - Doppio           | Thelma Coyne Nancy Wynne 7-5, 6-4                                 | May Hardcastle Emily Westacott        |               |                     |
| 8 gennaio  | Monte Carlo Cup 1939 Monte Carlo, Monte Carlo Singolare - Doppio                     | Alice Weiwers 6-4 4-6 7-5                                         | Simonne Mathieu                       |               |                     |
| 8 gennaio  | Monte Carlo Cup 1939 Monte Carlo, Monte Carlo Singolare - Doppio                     | Cosette Saint-Omer-Roy Alice Weivers 6-2 6-4                      | Simonne Mathieu Phyllis Satterthwaite |               |                     |
| 8 gennaio  | Monte Carlo Cup 1939 Monte Carlo, Monte Carlo Singolare - Doppio                     | Doppio misto: Simonne Mathieu George Lyttleton-Rogers 6-1 3-6 8-6 | Alice Weivers Constantin Tanasescu    |               |                     |
| 29 gennaio | All India Championships 1939 Bombay, India Singolare - Doppio                        | Gaby Curtis 6-4 7-5                                               | Laura Woodbridge                      |               |                     |
| 29 gennaio | All India Championships 1939 Bombay, India Singolare - Doppio                        | Mrs R Footit Laura Woodbridge 6-4 7-5                             | Gaby Curtis Mrs J Tew                 |               |                     |
| 29 gennaio | All India Championships 1939 Bombay, India Singolare - Doppio                        | Doppio misto: Mrs R Footit Jimmy Mehta 6-0 3-6 6-1                | Margaret Woodcock N Krishnaswami      |               |                     |
| 29 gennaio | French Covered Court Championships 1939 Parigi, Francia Singolare - Doppio           | Suzanne Pannetier 4-6 6-2 6-2                                     | Gracyn Wheeler                        |               |                     |
| 29 gennaio | French Covered Court Championships 1939 Parigi, Francia Singolare - Doppio           | Arlette Halff Gracyn Wheeler 6-2 6-2                              | Marguerite Lebailly Suzanne Pannetier |               |                     |
| 29 gennaio | French Covered Court Championships 1939 Parigi, Francia Singolare - Doppio           | Doppio misto: Gracyn Wheeler Henner Henkel walkover               | Simone Barbier Frank Bowden           |               |                     |
| 30 gennaio | Gallia Club Championships 1939 Cannes, Francia Singolare - Doppio                    | Gracyn Wheeler 6-4 4-6 7-6                                        | Simonne Mathieu                       |               |                     |
| 30 gennaio | Gallia Club Championships 1939 Cannes, Francia Singolare - Doppio                    | Cosette St. Omer Roy Alice Weivers 22-20 6-4                      | Simonne Mathieu Gracyn Wheeler        |               |                     |

## Febbraio
| Settimana   | Torneo                                                                        | Vincitore                                              | Finalista                                   | Semifinalisti | Eliminati ai quarti |
| ----------- | ----------------------------------------------------------------------------- | ------------------------------------------------------ | ------------------------------------------- | ------------- | ------------------- |
| 4 febbraio  | Northen California Indoor 1939 San Francisco, USA Singolare - Doppio          | Virginia Wolfenden Kovacs 4-6 7-5 6-1                  | Pat Patricia                                |               |                     |
| 4 febbraio  | Northen California Indoor 1939 San Francisco, USA Singolare - Doppio          |                                                        |                                             |               |                     |
| 4 febbraio  | Northen California Indoor 1939 San Francisco, USA Singolare - Doppio          | Doppio misto: Barbara Duncan Norman Brooks 7-5 3-6 7-5 | Virginia Wolfenden Kovacs Robin Hippenstiel |               |                     |
| 6 febbraio  | South of France Championship 1939 Nizza, Francia Singolare - Doppio           | Simonne Mathieu 6-0 6-2                                | Gracyn Wheeler                              |               |                     |
| 6 febbraio  | South of France Championship 1939 Nizza, Francia Singolare - Doppio           | Cosette St. Omer Roy Alice Weivers 6-8 6-4 6-4         | Simonne Mathieu Gracyn Wheeler              |               |                     |
| 6 febbraio  | South of France Championship 1939 Nizza, Francia Singolare - Doppio           | Doppio misto: Gracyn Wheeler Henner Henkel 4-6 6-3 8-6 | Simonne Mathieu Jean Lesueur                |               |                     |
| 19 febbraio | Uruguay International Championships 1939 Carrasco, Uruguay Singolare - Doppio | Denise Zappa 7-5 6-1                                   | Mrs MB Drayton                              |               |                     |
| 19 febbraio | Uruguay International Championships 1939 Carrasco, Uruguay Singolare - Doppio | Felissa Piedrola Denise Zappa 8-6 6-3                  | Mrs MB Drayton Victoria Rodríguez           |               |                     |
| 19 febbraio | Uruguay International Championships 1939 Carrasco, Uruguay Singolare - Doppio | Doppio misto: Denise Zappa Adriano Zappa               | Victoria Rodríguez C Rymer                  |               |                     |
| 23 febbraio | US Indoors 1939 New York, USA Singolare - Doppio                              | Pauline Betz 7-5 4-6 6-1                               | Helen Bernhard                              |               |                     |
| 23 febbraio | US Indoors 1939 New York, USA Singolare - Doppio                              | Norma Taubele Barber Grace Surber 6-1 6-2              | Josephine Sanfilippo Jean Wright            |               |                     |
| 23 febbraio | US Indoors 1939 New York, USA Singolare - Doppio                              | Doppio misto: Pauline Betz Wayne Sabin 6-4 2-6 7-5     | Norma Taubele Barber Frank Bowden           |               |                     |
| 26 febbraio | Torneo di Beaulieu 1939 Beaulieu-sur-Mer, Francia Singolare - Doppio          | Hilde Sperling 4-6 6-0 6-1                             | Alice Weiwers                               |               |                     |
| 26 febbraio | Torneo di Beaulieu 1939 Beaulieu-sur-Mer, Francia Singolare - Doppio          | Simonne Mathieu Gracyn Wheeler 4-6 6-2 9-7             | Simone Laffargue Hilde Sperling             |               |                     |
| 26 febbraio | Torneo di Beaulieu 1939 Beaulieu-sur-Mer, Francia Singolare - Doppio          | Doppio misto: Alice Weivers Kho Sin Kie 6-3 6-2        | Sylvia Henrotin Pierre Pellizza             |               |                     |

## Marzo
| Settimana | Torneo                                                                                               | Vincitore                                             | Finalista                            | Semifinalisti | Eliminati ai quarti |
| --------- | --- | ----------------------------------------------------- | ------------------------------------ | ------------- | ------------------- |
| marzo     | Egyptian International Alexandria Championships 1939 Alessandria d'Egitto, Egitto Singolare - Doppio | Gaby Curtis 6-2 6-4                                   | Josephine Harman                     |               |                     |
| marzo     | Egyptian International Alexandria Championships 1939 Alessandria d'Egitto, Egitto Singolare - Doppio | Gaby Curtis Mrs Sarjeant 7-5 6-2                      | Josephine Harman Rita Jarvis         |               |                     |
| marzo     | Egyptian International Alexandria Championships 1939 Alessandria d'Egitto, Egitto Singolare - Doppio | Doppio misto: Josephine Harman Roland Journu 9-7 6-4  | G Michaelidis J Grandguillot         |               |                     |
| 11 marzo  | Bermuda International Championships 1939 Hamilton, Bermuda Singolare - Doppio                        | Helen Bernhard 6-3 7-5                                | Pauline Betz                         |               |                     |
| 11 marzo  | Bermuda International Championships 1939 Hamilton, Bermuda Singolare - Doppio                        | Helen Bernhard Millicent Hirsch 7-5 6-4               | Edna Surber Norma Taubele Barber     |               |                     |
| 11 marzo  | Bermuda International Championships 1939 Hamilton, Bermuda Singolare - Doppio                        | Doppio misto: Marta Barnett Bobby Riggs               | Florence Le Boutlier Elwood Cooke    |               |                     |
| 12 marzo  | Riviera Championships 1939 Mentone, Francia Singolare - Doppio                                       | Simone Iribarne Lafargue 2-6 6-4 6-3                  | Simonne Mathieu                      |               |                     |
| 12 marzo  | Riviera Championships 1939 Mentone, Francia Singolare - Doppio                                       | Evelyn Dearman Kay Stammers 6-4 6-2                   | Sylvia Henrotin Dorothy Andrus       |               |                     |
| 12 marzo  | Riviera Championships 1939 Mentone, Francia Singolare - Doppio                                       | Doppio misto: Simonne Mathieu Yvon Petra 1-6 6-2 6-4  | Kay Stammers Jean Leseuer            |               |                     |
| 19 marzo  | Torneo di Bordighera 1939 Bordighera, Italia Singolare - Doppio                                      | Gracyn Wheeler                                        | Alice Florian                        |               |                     |
| 19 marzo  | Torneo di Bordighera 1939 Bordighera, Italia Singolare - Doppio                                      | Dorothy Burke Sylvian Henrotin 6-3 6-3                | Hella Kovac Klara Somogyi            |               |                     |
| 19 marzo  | Torneo di Bordighera 1939 Bordighera, Italia Singolare - Doppio                                      | Doppio misto: Gracyn Wheeler Henner Henkel 6-4 6-1    | Sylvia Henrotin Dragutin Mitic       |               |                     |
| 19 marzo  | Cote d'Azur Championship 1939 Cannes, Francia Singolare - Doppio                                     | Simonne Mathieu 8-6 6-3                               | Simone Iribarne Lafargue             |               |                     |
| 19 marzo  | Cote d'Azur Championship 1939 Cannes, Francia Singolare - Doppio                                     | Alice Weivers Cosette St. Omer Roy 2-6 6-4 6-1        | Simonne Mathieu Jadwiga Jędrzejowska |               |                     |
| 19 marzo  | Cote d'Azur Championship 1939 Cannes, Francia Singolare - Doppio                                     | Doppio misto: Simonne Mathieu Pierre Pellizza 6-2 7-5 | Alice Weivers Yvon Petra             |               |                     |

## Aprile
| Settimana | Torneo                                                                             | Vincitore                                             | Finalista                          | Semifinalisti | Eliminati ai quarti |
| --------- | ---------------------------------------------------------------------------------- | ----------------------------------------------------- | ---------------------------------- | ------------- | ------------------- |
| 1º aprile | Herga Lawn Tennis Club Championships 1939 Harrow, Gran Bretagna Singolare - Doppio | Jean Nicoll 9-7 3-6 6-2                               | Billie Yorke                       |               |                     |
| 1º aprile | Herga Lawn Tennis Club Championships 1939 Harrow, Gran Bretagna Singolare - Doppio | Jean Nicoll Betty Nuthall titolo condiviso            | Freda Hammersley Kay Stammers      |               |                     |
| 15 aprile | Surrey Hard Court Championships 1939 Roehampton, Gran Bretagna Singolare - Doppio  | Mary Hardwick 7-5 6-4                                 | Kay Stammers Menzies               |               |                     |
| 15 aprile | Surrey Hard Court Championships 1939 Roehampton, Gran Bretagna Singolare - Doppio  | Kay Stammers Menzies Joan Ingram 6-4 9-7              | Ermyntrude Harvey Phyllis King     |               |                     |
| 15 aprile | Surrey Hard Court Championships 1939 Roehampton, Gran Bretagna Singolare - Doppio  | Doppio misto: Mary Hardwick Richard Ritchie 6-2 6-1   | Ermyntrude Harvey Dennis Coombe    |               |                     |
| 20 aprile | Queen's Covered Court Championships 1939 Londra, Gran Bretagna Singolare - Doppio  | Phyllis Mudford                                       | Betty Batt                         |               |                     |
| 20 aprile | Queen's Covered Court Championships 1939 Londra, Gran Bretagna Singolare - Doppio  |                                                       |                                    |               |                     |
| 22 aprile | Melbury Hard Court Championships 1939 Melbury, Gran Bretagna Singolare - Doppio    | Kay Stammers Menzies 6-1 6-1                          | Suzy Kormoczy                      |               |                     |
| 22 aprile | Melbury Hard Court Championships 1939 Melbury, Gran Bretagna Singolare - Doppio    | Jean Nicoll Betty Nuthall 6-3 2-6 8-6                 | Nina Brown Kay Stammers            |               |                     |
| 22 aprile | Melbury Hard Court Championships 1939 Melbury, Gran Bretagna Singolare - Doppio    | Doppio misto: Betty Nuthall Camille Malfroy 6-2 6-2   | Phyllis King Murray Deloford       |               |                     |
| 22 aprile | Prince Cup 1939 Atene, Grecia Singolare - Doppio                                   | Klara Somogyi 6-4 6-2                                 | Alice Florian                      |               |                     |
| 22 aprile | Prince Cup 1939 Atene, Grecia Singolare - Doppio                                   |                                                       |                                    |               |                     |
| 22 aprile | George Melas Cup 1939 Atene, Grecia Singolare - Doppio                             | Hella Kovac 6-1 6-3                                   | Gaby Curtis                        |               |                     |
| 22 aprile | George Melas Cup 1939 Atene, Grecia Singolare - Doppio                             | Alcie Kovac Klara Somogyi 6-4 6-4                     | Gaby Curtis Rita Jarvis            |               |                     |
| 22 aprile | George Melas Cup 1939 Atene, Grecia Singolare - Doppio                             | Doppio misto: Gaby Curtis Don McNeill 6-1 6-0         | Alice Florian Ljubisa Radovanovic  |               |                     |
| 29 aprile | Brighton Hard Court Championships 1939 Brighton, Gran Bretagna Singolare - Doppio  | Peggy Scriven 6-1 6-4                                 | Anita Lizana Ellis                 |               |                     |
| 29 aprile | Brighton Hard Court Championships 1939 Brighton, Gran Bretagna Singolare - Doppio  | Jean Saunders Valerie Scott 6-1 6-3                   | Dorothy Burke Sylvia Jung Henrotin |               |                     |
| 29 aprile | Brighton Hard Court Championships 1939 Brighton, Gran Bretagna Singolare - Doppio  | Doppio misto: Sylvia Henrotin Camille Malfroy 6-2 6-2 | Peggy Saunders Ronald Shayes       |               |                     |

## Maggio
| Settimana | Torneo                                                                              | Vincitore                                                                         | Finalista                       | Semifinalisti | Eliminati ai quarti |
| --------- | ----------------------------------------------------------------------------------- | --------------------------------------------------------------------------------- | ------------------------------- | ------------- | ------------------- |
| maggio    | Dade County Championships 1939 Miami, USA Terra rossa Singolare - Doppio            | Marta Barnett 6-1 2-6 6-1                                                         | Nellie Sheer                    |               |                     |
| maggio    | Dade County Championships 1939 Miami, USA Terra rossa Singolare - Doppio            |                                                                                   |                                 |               |                     |
| 2 maggio  | Queensland Hard Court Championhips 1939 Brisbane, Australia Singolare - Doppio      | Emily Westacott 6-2 4-6 9-7                                                       | Nancy Wynne                     |               |                     |
| 2 maggio  | Queensland Hard Court Championhips 1939 Brisbane, Australia Singolare - Doppio      | Emily Westacott Mrs. A. Thoroughgood 6-2 4-6 6-4                                  | May Hardcastle Lavina Singleton |               |                     |
| 2 maggio  | Queensland Hard Court Championhips 1939 Brisbane, Australia Singolare - Doppio      | Doppio misto: Nancy Wynne Colin Long 6-3 1-1 (sospeso per oscurità e posticipato) | Emily Westacott G. Wilkinson    |               |                     |
| 6 maggio  | British Hard Court Championships 1939 Bournemouth, Gran Bretagna Singolare - Doppio | Kay Stammers Menzies 6-3 6-3                                                      | Anita Lizana Ellis              |               |                     |
| 6 maggio  | British Hard Court Championships 1939 Bournemouth, Gran Bretagna Singolare - Doppio | Jean Nicoll Betty Nuthall 5-7 6-2 6-2                                             | Nina Brown Rita Jarvis          |               |                     |
| 6 maggio  | British Hard Court Championships 1939 Bournemouth, Gran Bretagna Singolare - Doppio | Doppio misto: Betty Nuthall Camille Malfroy 7-5 6-2                               | Jean Nicoll Donald Butler       |               |                     |
| 21 maggio | California State Championships 1939 Berkeley, USA Cemento Singolare - Doppio        | Virginia Wolfenden Kovacs 6-1 1-6 6-3                                             | Margaret Osborne                |               |                     |
| 21 maggio | California State Championships 1939 Berkeley, USA Cemento Singolare - Doppio        | Anna Harper Frances Umphred 6-4 6-3                                               | Golda Gross Jacque Virgil       |               |                     |
| 21 maggio | California State Championships 1939 Berkeley, USA Cemento Singolare - Doppio        | Doppio misto: Virginia Wolfenden Kovacs Frank Kovacs 6-3 9-7                      | Margaret Osborne Gene Smith     |               |                     |
| 24 maggio | Southern California Championships 1939 Los Angeles, USA Singolare - Doppio          | Dorothy Workman 6-0 6-0                                                           | Marjorie Lauderbach Blair       |               |                     |
| 24 maggio | Southern California Championships 1939 Los Angeles, USA Singolare - Doppio          | Gertrude Doskstaeder Mary Arnold 7-5 3-6 6-3                                      | Dodo Bundy May Doeg             |               |                     |
| 24 maggio | Southern California Championships 1939 Los Angeles, USA Singolare - Doppio          | Doppio misto: Mary Arnold Willis Anderson 6-4 6-3                                 | Pauline Betz William Reedy      |               |                     |
| 29 maggio | Connecticut Championhip 1939 New Haven, USA Singolare - Doppio                      | Argyl Rice 6-2 6-3                                                                | Betty Morris                    |               |                     |
| 29 maggio | Connecticut Championhip 1939 New Haven, USA Singolare - Doppio                      | Mrs. Richard Warren Elizabeth Woolsey 6-4 6-3                                     | Helen Van Schaick Mrs. Crawford |               |                     |
| 29 maggio | Connecticut Championhip 1939 New Haven, USA Singolare - Doppio                      | Doppio misto: Betsy Perry Joseph Fishbach 6-4 7-5                                 | Helen Van Schaick John Massena  |               |                     |

## Giugno
| Settimana | Torneo                                                                        | Vincitore                                                           | Finalista                              | Semifinalisti | Eliminati ai quarti |
| --------- | ----------------------------------------------------------------------------- | ------------------------------------------------------------------- | -------------------------------------- | ------------- | ------------------- |
| giugno    | Hotel Del Coronado Invitation 1939 San Diego, USA Cemento Singolare - Doppio  | Bonnie Miller Blank 6-4 6-2                                         | Pauline Betz                           |               |                     |
| giugno    | Hotel Del Coronado Invitation 1939 San Diego, USA Cemento Singolare - Doppio  |                                                                     |                                        |               |                     |
| giugno?   | Torneo di Evanston 1939 Evanston, USA Singolare - Doppio                      | Virginia Wolfenden Kovacs                                           | Helen Fulton                           |               |                     |
| giugno?   | Torneo di Evanston 1939 Evanston, USA Singolare - Doppio                      |                                                                     |                                        |               |                     |
| 2 giugno  | The Priory 1939 Birmingham, Gran Bretagna Singolare - Doppio                  | Helen Jacobs 6-3 6-3                                                | Anita Lizana Ellis                     |               |                     |
| 2 giugno  | The Priory 1939 Birmingham, Gran Bretagna Singolare - Doppio                  | Anita Lizana Ellis Helen Jacobs 6-4 6-2                             | Mary Cartwright Dorothy Round Little   |               |                     |
| 2 giugno  | The Priory 1939 Birmingham, Gran Bretagna Singolare - Doppio                  | Doppio misto: Anita Lizana Ellis Constantin Tanacescu walkover      | Mary Cartwright Kho Sin Kie            |               |                     |
| 8 giugno  | River Plate Championships 1939 Buenos Aires, Argentina Singolare - Doppio     | Maria Teran de Weiss 6-4 6-1                                        | Felissa Piedrola                       |               |                     |
| 8 giugno  | River Plate Championships 1939 Buenos Aires, Argentina Singolare - Doppio     | Felissa Piedrola Juana Stocker 6-3 6-3                              | Magdalena Fitting Denise Zappa         |               |                     |
| 8 giugno  | River Plate Championships 1939 Buenos Aires, Argentina Singolare - Doppio     | Doppio misto: Denise Zappa Adriano Zappa 6-2 6-1                    | Magdalena Fitting Lucillo del Castillo |               |                     |
| 10 giugno | Hertfordshire Championships 1939 Harpenden, Gran Bretagna Singolare - Doppio  | Kay Stammers Menzies                                                | Florence Smith                         |               |                     |
| 10 giugno | Hertfordshire Championships 1939 Harpenden, Gran Bretagna Singolare - Doppio  | Peggy Ingram Kay Stammers 6-2 6-2                                   | Audrey Cardinall Thelma Jarvis         |               |                     |
| 10 giugno | Hertfordshire Championships 1939 Harpenden, Gran Bretagna Singolare - Doppio  | Doppio misto: Valerie Scott DW Butler 7-5 6-1                       | Jean Saunders DL Mytton                |               |                     |
| 10 giugno | Northern Championships 1939 Manchester, Gran Bretagna Singolare - Doppio      | Hoshing                                                             | P.L.F. Thomson                         |               |                     |
| 10 giugno | Northern Championships 1939 Manchester, Gran Bretagna Singolare - Doppio      |                                                                     |                                        |               |                     |
| 11 giugno | New England Championships 1939 Hartford, USA Singolare - Doppio               | Argyl Rice 6-4 6-2                                                  | Baba Madden                            |               |                     |
| 11 giugno | New England Championships 1939 Hartford, USA Singolare - Doppio               | Baba Madden Louise Raymond 6-3 6-2                                  | Argyll Rice Eunice Dean                |               |                     |
| 17 giugno | West England Championships 1939 Bristol, Gran Bretagna Singolare - Doppio     | Diana Wood 6-2 8-10 6-2                                             | Joan Curry                             |               |                     |
| 17 giugno | West England Championships 1939 Bristol, Gran Bretagna Singolare - Doppio     |                                                                     |                                        |               |                     |
| 17 giugno | Kent Championships 1939 Beckenham, Gran Bretagna Singolare - Doppio           | Alice Marble 6-3 6-1                                                | Kay Stammers Menzies                   |               |                     |
| 17 giugno | Kent Championships 1939 Beckenham, Gran Bretagna Singolare - Doppio           | Dorothy Little Kay Stammers 7-9 6-4 6-3                             | Jean Nicoll Betty Nuthall              |               |                     |
| 17 giugno | Kent Championships 1939 Beckenham, Gran Bretagna Singolare - Doppio           | Doppio misto: Betty Nuthall Camille Malfroy 6-4 6-4                 | Alice Marble John Olliff               |               |                     |
| 18 giugno | Southern Championships 1939 Atlanta, USA Singolare - Doppio                   | Marta Barnett 6-4 6-4                                               | Nellie Sheer                           |               |                     |
| 18 giugno | Southern Championships 1939 Atlanta, USA Singolare - Doppio                   | Marta Barnett Catherine Sample 6-3 6-2                              | Nellie Sheer Doris Hart                |               |                     |
| 18 giugno | Southern Championships 1939 Atlanta, USA Singolare - Doppio                   | Doppio misto: Doris Hart William Hardie 11-9 11-3 6-3               | Marta Barnett Charles Mattmann         |               |                     |
| 18 giugno | Internazionali di Francia 1939 Parigi, Francia Terra rossa Singolare - Doppio | Simonne Mathieu 6-3 8-6                                             | Jadwiga Jędrzejowska                   |               |                     |
| 18 giugno | Internazionali di Francia 1939 Parigi, Francia Terra rossa Singolare - Doppio | Jadwiga Jędrzejowska Simonne Mathieu 7-5, 7-5                       | Alice Florian Hella Kovac              |               |                     |
| 20 giugno | Wiesbaden Championships 1939 Wiesbaden, Germania Singolare - Doppio           | Anneliese Ullstein 6-4 6-3                                          | Ingeborg Schumann                      |               |                     |
| 20 giugno | Wiesbaden Championships 1939 Wiesbaden, Germania Singolare - Doppio           | Gisela Enger Alice Florian 6-1 7-5                                  | Irma Bartels Thilde Dietz              |               |                     |
| 20 giugno | Wiesbaden Championships 1939 Wiesbaden, Germania Singolare - Doppio           | Doppio misto: Irma Bartels Werner Beuthner decisione tirata a sorte | Thilde Dietz Trantoni                  |               |                     |
| 24 giugno | Queen's Club Championships 1939 Londra, Gran Bretagna Erba Singolare - Doppio | Jadwiga Jędrzejowska 6-1 6-4                                        | Hilde Sperling                         |               |                     |
| 24 giugno | Queen's Club Championships 1939 Londra, Gran Bretagna Erba Singolare - Doppio | Sylvia Henrotin Dorothy Andrus 6-2 6-2                              | Jadwiga Jędrzejowska Billie Yorke      |               |                     |
| 24 giugno | Queen's Club Championships 1939 Londra, Gran Bretagna Erba Singolare - Doppio | Doppio misto: Sarah Fabyan Elwood Cooke 9-7 6-2                     | Jadwiga Jędrzejowska Bobby Riggs       |               |                     |

## Luglio
| Settimana | Torneo                                                                          | Vincitore                                             | Finalista                            | Semifinalisti | Eliminati ai quarti |
| --------- | ------------------------------------------------------------------------------- | ----------------------------------------------------- | ------------------------------------ | ------------- | ------------------- |
| 1º luglio | Tri-State Championships 1939 Cincinnati, USA Singolare - Doppio                 | Catherine Wolf 6-4 6-3                                | Virginia Hollinger                   |               |                     |
| 1º luglio | Tri-State Championships 1939 Cincinnati, USA Singolare - Doppio                 | Catherine Wolf Monica Nolan 6-4, 6-1                  | Jane Wagner Josephine Gray Beach     |               |                     |
| 2 luglio  | Colorado State Championships 1939 Denver, USA Singolare - Doppio                | Dorothy Bundy Cheney 6-3 4-6 6-4                      | Marjorie Van Ryn                     |               |                     |
| 2 luglio  | Colorado State Championships 1939 Denver, USA Singolare - Doppio                | Marjorie Van Ryn Josephine Cruickshank                | Dorothy Bundy Cheney Esther Bartosh  |               |                     |
| 2 luglio  | Colorado State Championships 1939 Denver, USA Singolare - Doppio                | Doppio misto: Marjorie Van Ryn Jack Kramer 6-2 6-0    | Josephine Cruickshank Tom Chambers   |               |                     |
| 7 luglio  | Torneo di Wimbledon 1939 Londra, Gran Bretagna Singolare - Doppio               | Alice Marble 6-2, 6-0                                 | Kay Stammers Menzies                 |               |                     |
| 7 luglio  | Torneo di Wimbledon 1939 Londra, Gran Bretagna Singolare - Doppio               | Alice Marble Sarah Palfrey 6-1, 6-0                   | Helen Jacobs Billie Yorke            |               |                     |
| 7 luglio  | Wimbledon Plate 1939 Londra, Gran Bretagna Singolare - Doppio                   | Alex McKelvie 6-4 4-6 6-2                             | Alice Weiwers                        |               |                     |
| 7 luglio  | Wimbledon Plate 1939 Londra, Gran Bretagna Singolare - Doppio                   |                                                       |                                      |               |                     |
| 10 luglio | Kentucky State Championship 1939 Louisville, USA Singolare - Doppio             | Catherine Wolf 4-6 8-6 6-0                            | Marta Barnett                        |               |                     |
| 10 luglio | Kentucky State Championship 1939 Louisville, USA Singolare - Doppio             | Marta Barnett Monica Nolan 6-3 6-3                    | Catherine Wolf Jane Wagner           |               |                     |
| 15 luglio | Irish Championships 1939 Dublino, Irlanda Singolare - Doppio                    | Alice Marble 6-2 6-4                                  | Susan Noel                           |               |                     |
| 15 luglio | Irish Championships 1939 Dublino, Irlanda Singolare - Doppio                    | Alice Marble Susan Noel 6-2 6-3                       | Joy Myerscough Norma Stoker          |               |                     |
| 15 luglio | Irish Championships 1939 Dublino, Irlanda Singolare - Doppio                    | Doppio misto: Susan Noel Murray Deloford 1-6 6-4 6-3  | Alice Marble George Lyttleton Rogers |               |                     |
| 15 luglio | Midland Counties Championships 1939 Edgbaston, Gran Bretagna Singolare - Doppio | Freda Hammersley                                      | Simonne Mathieu                      |               |                     |
| 15 luglio | Midland Counties Championships 1939 Edgbaston, Gran Bretagna Singolare - Doppio |                                                       |                                      |               |                     |
| 22 luglio | Wales Championships 1939 Newport, Gran Bretagna Singolare - Doppio              | Simonne Mathieu 6-0 6-4                               | Betty Clements                       |               |                     |
| 22 luglio | Wales Championships 1939 Newport, Gran Bretagna Singolare - Doppio              | Simonne Mathieu Gladys Seel 9-7 9-7                   | Betty Clements Liesel Herbst         |               |                     |
| 22 luglio | Wales Championships 1939 Newport, Gran Bretagna Singolare - Doppio              | Doppio misto: Gladys Seel Murray Deloford 3-6 6-1 6-4 | Simonne Mathieu Ronald Shayes        |               |                     |
| 22 luglio | Torneo di La Jolla 1939 La Jolla, USA Singolare - Doppio                        | Eleanor Purdy 4-6 6-3 6-1                             | Gwen Greenlee                        |               |                     |
| 22 luglio | Torneo di La Jolla 1939 La Jolla, USA Singolare - Doppio                        | Gwen Greenlee Marion Godwin 6-2 1-6 6-2               | Eleanor Purdy Frances Lodge          |               |                     |
| 22 luglio | Torneo di La Jolla 1939 La Jolla, USA Singolare - Doppio                        | Doppio misto: Eleanor Purdy Robert Bartlett 6-1 6-2   | Gwen Greenlee Jack McManis           |               |                     |
| 23 luglio | German Championships 1939 Amburgo, Germania Singolare - Doppio                  | Hilde Sperling 6-0 6-1                                | Hella Kovac                          |               |                     |
| 23 luglio | German Championships 1939 Amburgo, Germania Singolare - Doppio                  | Hilde Sperling Anne Schneider                         |                                      |               |                     |
| 23 luglio | German Championships 1939 Amburgo, Germania Singolare - Doppio                  | Doppio misto: Gracyn Wheeler Gene Smith 6-3 7-5       | Rita Jarvis Owen Anderson            |               |                     |
| 23 luglio | Longwood Bowl 1939 Brookline, USA Singolare - Doppio                            | Helen Bernhard 6-4 6-4                                | Kay Winthrop                         |               |                     |
| 23 luglio | Longwood Bowl 1939 Brookline, USA Singolare - Doppio                            | Kay Winthrop Virginia Rice Johnson 6-3 6-3            | Marilyn McRae Liz Blackman           |               |                     |
| 23 luglio | Longwood Bowl 1939 Brookline, USA Singolare - Doppio                            | Doppio misto: Mary Arnold William Murphy 2-6 6-1 6-4  | Virginia Wolfenden Ronald Edwards    |               |                     |
| 29 luglio | Western Canadian Championships 1939 Vancouver, Canada Erba Singolare - Doppio   | May Doeg 6-4 6-2                                      | Helen Gurley                         |               |                     |
| 29 luglio | Western Canadian Championships 1939 Vancouver, Canada Erba Singolare - Doppio   | Esther Bartosh May Doeg 6-4 6-2                       | Shirley Catton Cecil Miner           |               |                     |
| 29 luglio | Western Canadian Championships 1939 Vancouver, Canada Erba Singolare - Doppio   | Doppio misto: Eleanor Young John Bromwich 4-6 6-3 6-2 | Anna McCune Harper William Hoogs     |               |                     |
| 29 luglio | Torneo di Winchester 1939 Winchester, Gran Bretagna Singolare - Doppio          | Mary Hardwick 6-0 6-2                                 | Margaret Scriven                     |               |                     |
| 29 luglio | Torneo di Winchester 1939 Winchester, Gran Bretagna Singolare - Doppio          |                                                       |                                      |               |                     |
| 30 luglio | Seabright Invitational 1939 Seabright, USA Erba Singolare - Doppio              | Helen Bernhard 6-3 7-5                                | Kay Winthrop                         |               |                     |
| 30 luglio | Seabright Invitational 1939 Seabright, USA Erba Singolare - Doppio              | Sarah Palfrey Fabyan Helen Jacobs 6-3 6-3             | Dorothy Andrus Sylvia Jung Henrotin  |               |                     |
| 30 luglio | Seabright Invitational 1939 Seabright, USA Erba Singolare - Doppio              | Doppio misto: Alice Marble Adrian Quist 6-1 3-6 6-3   | Sarah Palfrey Fabyan Elwood Cooke    |               |                     |

## Agosto
| Settimana | Torneo                                                                  | Vincitore                                              | Finalista                                 | Semifinalisti | Eliminati ai quarti |
| --------- | ----------------------------------------------------------------------- | ------------------------------------------------------ | ----------------------------------------- | ------------- | ------------------- |
| agosto    | Torneo di Copenaghen 1939 Copenaghen, Danimarca Singolare - Doppio      | Hilde Sperling                                         |                                           |               |                     |
| agosto    | Torneo di Copenaghen 1939 Copenaghen, Danimarca Singolare - Doppio      |                                                        |                                           |               |                     |
| agosto    | Torneo di Copenaghen 1939 Copenaghen, Danimarca Singolare - Doppio      | Doppio misto: Hilde Sperling Anker Jacobsen            |                                           |               |                     |
| 5 agosto  | Maidstone Invitation 1939 East Hampton, USA Singolare - Doppio          | Alice Marble 7-9 6-4 6-0                               | Helen Jacobs                              |               |                     |
| 5 agosto  | Maidstone Invitation 1939 East Hampton, USA Singolare - Doppio          | Alice Marble Sarah Palfrey Fabyan 6-4 6-2              | Helen Jacobs Simonne Mathieu              |               |                     |
| 5 agosto  | British Columbia Championships 1939 Victoria, Canada Singolare - Doppio | Jean Milne 12-10 3-6 6-2                               | May Doeg                                  |               |                     |
| 5 agosto  | British Columbia Championships 1939 Victoria, Canada Singolare - Doppio | Eleanor Young Cecil Miner 6-4 7-5                      | May Doeg Esther Bartosh                   |               |                     |
| 5 agosto  | British Columbia Championships 1939 Victoria, Canada Singolare - Doppio | Doppio misto: Anna McCune Harper William Hoogs 6-3 8-6 | Joann Brooke Jack Gurley                  |               |                     |
| 12 agosto | Eastern Grass Court Championships 1939 Rye, USA Singolare - Doppio      | Alice Marble 6-4 6-4                                   | Sarah Palfrey                             |               |                     |
| 12 agosto | Eastern Grass Court Championships 1939 Rye, USA Singolare - Doppio      | Alice Marble Sarah Palfrey Fabyan 6-4 7-5              | Dorothy Bundy Cheney Mary Arnold Prentiss |               |                     |
| 12 agosto | Vancouver Island Championship 1939 Ducan, Canada Singolare - Doppio     | May Doeg 6-3 1-6 7-5                                   | Eleanor Young                             |               |                     |
| 12 agosto | Vancouver Island Championship 1939 Ducan, Canada Singolare - Doppio     |                                                        |                                           |               |                     |
| 20 agosto | US Public Parks Championships 1939 New York, USA Singolare - Doppio     | Marta Barnett 6-2 6-1                                  | Marjorie Lauderbach Blair                 |               |                     |
| 20 agosto | US Public Parks Championships 1939 New York, USA Singolare - Doppio     | Marta Barnett Catherine Sample 6-1 6-0                 | Grace Rothberg Evelyn Kemptner            |               |                     |
| 20 agosto | US Public Parks Championships 1939 New York, USA Singolare - Doppio     | Doppio misto: Helen Germaine Jesse Greenberg 6-0 7-5   | Marjorie Lauderbach Blair Walter Blair    |               |                     |

## Settembre
| Settimana    | Torneo                                                                    | Vincitore                                             | Finalista                             | Semifinalisti | Eliminati ai quarti |
| ------------ | ------------------------------------------------------------------------- | ----------------------------------------------------- | ------------------------------------- | ------------- | ------------------- |
| 3 settembre  | Torneo di Croydon 1939 Croydon, Gran Bretagna Singolare - Doppio          | Vera Dice                                             |                                       |               |                     |
| 3 settembre  | Torneo di Croydon 1939 Croydon, Gran Bretagna Singolare - Doppio          |                                                       |                                       |               |                     |
| 4 settembre  | Santa Monica City Championships 1939 Santa Monica, USA Singolare - Doppio | May Doeg 6-0 6-4                                      | Gertrude Moran                        |               |                     |
| 4 settembre  | Santa Monica City Championships 1939 Santa Monica, USA Singolare - Doppio | Esther Bartosch May Doeg 8-6 6-3                      | Joann Brooke Gertrude Moran           |               |                     |
| 4 settembre  | Santa Monica City Championships 1939 Santa Monica, USA Singolare - Doppio | Doppio misto: June Holmes Crow Jerry Crowther 7-5 6-3 | Dorothy Robinson Mel Gallagher        |               |                     |
| 17 settembre | U.S. National Championships 1939 New York, USA Erba Singolare - Doppio    | Alice Marble 6-0, 8-10, 6-4                           | Helen Jacobs                          |               |                     |
| 17 settembre | U.S. National Championships 1939 New York, USA Erba Singolare - Doppio    | Alice Marble Sarah Palfrey 7-5, 8-6                   | Freda Hammersley Kay Stammers Menzies |               |                     |

## Ottobre
| Settimana | Torneo                                                                           | Vincitore                                                      | Finalista                      | Semifinalisti | Eliminati ai quarti |
| --------- | -------------------------------------------------------------------------------- | -------------------------------------------------------------- | ------------------------------ | ------------- | ------------------- |
| 2 ottobre | Pacific Southwest Championships 1939 Los Angeles, USA Cemento Singolare - Doppio | Alice Marble 9-7 6-1                                           | Dorothy Bundy Cheney           |               |                     |
| 2 ottobre | Pacific Southwest Championships 1939 Los Angeles, USA Cemento Singolare - Doppio | Sarah Palfrey Fabyan Marjorie Van Ryn 3-6 6-2 6-4              | Betty Nuthall Valerie Scott    |               |                     |
| 2 ottobre | Pacific Southwest Championships 1939 Los Angeles, USA Cemento Singolare - Doppio | Doppio misto: Sarah Palfrey Fabyan Elwood Cooke 6-2 6-8 6-4    | Alice Marble Harry Hopman      |               |                     |
| 8 ottobre | Hot Springs Fall Championships 1939 Hot Springs, USA Singolare - Doppio          | Louise Raymond                                                 | Kay Winthrop                   |               |                     |
| 8 ottobre | Hot Springs Fall Championships 1939 Hot Springs, USA Singolare - Doppio          |                                                                |                                |               |                     |
| 9 ottobre | Pacific Coast Championships 1939 Berkeley, USA Singolare - Doppio                | Sarah Palfrey 6-4 6-1                                          | Virginia Wolfenden Kovacs      |               |                     |
| 9 ottobre | Pacific Coast Championships 1939 Berkeley, USA Singolare - Doppio                | Nina Brown Freda James Hammersley 4-6 6-0 6-2                  | Pauline Betz Jane Stanton      |               |                     |
| 9 ottobre | Pacific Coast Championships 1939 Berkeley, USA Singolare - Doppio                | Doppio misto: Virginia Wolfenden Kovacs John Bromwich 8-6 10-8 | Helen Wills Moody Harry Hopman |               |                     |

## Novembre
| Settimana   | Torneo                                                                     | Vincitore                                          | Finalista                  | Semifinalisti | Eliminati ai quarti |
| ----------- | -------------------------------------------------------------------------- | -------------------------------------------------- | -------------------------- | ------------- | ------------------- |
| 13 novembre | Queensland Championships 1939 Brisbane, Australia Erba Singolare - Doppio  | Mary Hardcastle 6-3 6-0                            | Thelma Coyne               |               |                     |
| 13 novembre | Queensland Championships 1939 Brisbane, Australia Erba Singolare - Doppio  | Thelma Coyne Emily Niemeyer 6-3 6-4                | Mrs Kamp Miss Longlands    |               |                     |
| 13 novembre | Queensland Championships 1939 Brisbane, Australia Erba Singolare - Doppio  | Doppio misto: May Hardcastle John Bromwich 6-4 7-5 | Thelma Coyne Jim Gilchrist |               |                     |
| 20 novembre | Swedish International Championships 1939 Båstad, Svezia Singolare - Doppio | Gracyn Wheeler                                     | Klara Somogyi              |               |                     |
| 20 novembre | Swedish International Championships 1939 Båstad, Svezia Singolare - Doppio |                                                    |                            |               |                     |

## Dicembre
| Settimana   | Torneo                                                                                | Vincitore                                              | Finalista                       | Semifinalisti | Eliminati ai quarti |
| ----------- | ------------------------------------------------------------------------------------- | ------------------------------------------------------ | ------------------------------- | ------------- | ------------------- |
| 2 dicembre  | Argentina International Championships 1939 Buenos Aires, Argentina Singolare - Doppio | Felissa Piedrola 4-6 7-5 4-0 ritiro                    | Maria Teran de Weiss            |               |                     |
| 2 dicembre  | Argentina International Championships 1939 Buenos Aires, Argentina Singolare - Doppio | Felissa Piedrola Juan Stocker 6-8 6-4 6-1              | Anna De Madrid Lia Duffy        |               |                     |
| 2 dicembre  | Argentina International Championships 1939 Buenos Aires, Argentina Singolare - Doppio | Doppio misto: Felissa Piedrola Jose Moline 6-3 4-6 6-3 | Anna De Madrid Adriano Zappa    |               |                     |
| 31 dicembre | California Mid-Winter Championships 1939 Long Beach, USA Singolare - Doppio           | Mary Arnold 6-4 6-4                                    | Marjorie Lauderbach Blair       |               |                     |
| 31 dicembre | California Mid-Winter Championships 1939 Long Beach, USA Singolare - Doppio           | Helen Bernhard Louise Brough 6-4 6-4                   | Mary Arnold Gertrude Dockstader |               |                     |
| 31 dicembre | California Mid-Winter Championships 1939 Long Beach, USA Singolare - Doppio           | Doppio misto: Mary Arnold Willis Anderson 8-6 6-4      | Esther Bartosh Larry Hall       |               |                     |